# ROMAR Mažeikiai
F.C. ROMAR (Futbolo klubas ROMAR) var en litauisk fotbollsklubb från staden Mažeikiai i Litauen. 

## Historia
Klubben grundades 1992 och har vunnit den inhemska ligan (1993/94). 
Romas Marcinkevičius avgick Litauen 1995, gått till Kanada och klubben förlorade generalsponsor.
Klubben började 1995/1996 säsongen av A lyga, men utan sponsring var de oskadade från någon tävling. Teamet upplöstes 1995.

## Meriter
- Klubben var litauiska mästare 1994.

## Placering tidigare säsonger
| Säsong  | Nivå | Liga          | Placering | Referens | Kommentar |
| ------- | ---- | ------------- | --------- | -------- | --------- |
| 1992—93 | 1    | Lietuvos lyga | 6         | [ 2 ]    |           |
| 1993—94 | 1    | Lietuvos lyga | 1         | [ 3 ]    | Mästare   |
| 1994—95 | 1    | I lyga        | 3         | [ 4 ]    |           |
| 1995—96 | 1    | I lyga        |           | [ 5 ]    | upplöst   |

## Färger
F.C. ROMAR spelar i röd och vit trikåer.
| F.C. ROMAR | F.C. ROMAR |

### Trikåer
| 1992/93 | 1993/94 | 1994/95 | 1995 |